# Poa bolanderi
Poa bolanderi là một loài cỏ trong họ hòa thảo, thuộc chi poa.